# 鹿園 (多倫多)
鹿園（英語：Deer Park）是加拿大安大略省多倫多的一個社區，以央街夾聖卡拉路路口為中心。其東接玫瑰峽谷的亞和加谷高架道路部分，南接Farnham Avenue及Jackes Avenue，西接阿梵奴道及Oriole Parkway，北接Beltline Trail（央街以西）及Glen Elm Avenue（央街以東）。出於社會政策分析及研究之目的，市府社會發展及行政部門將鹿園納入市政上的「玫瑰谷-摩亞公園」（Rosedale-Moore Park）及「央街夾聖卡拉」（Yonge-St. Clair）社區。鹿園社區位於多倫多第22市選區，由市議員馬特洛代表。
主要街道沿線的商業區為央街夾聖卡拉（Yonge and St. Clair）。該地區以辦公大樓群為標誌，還包括許多食肆、店鋪及服務設施，以及地鐵聖卡拉站（512號聖卡拉電車線的終點站）。

## 教育

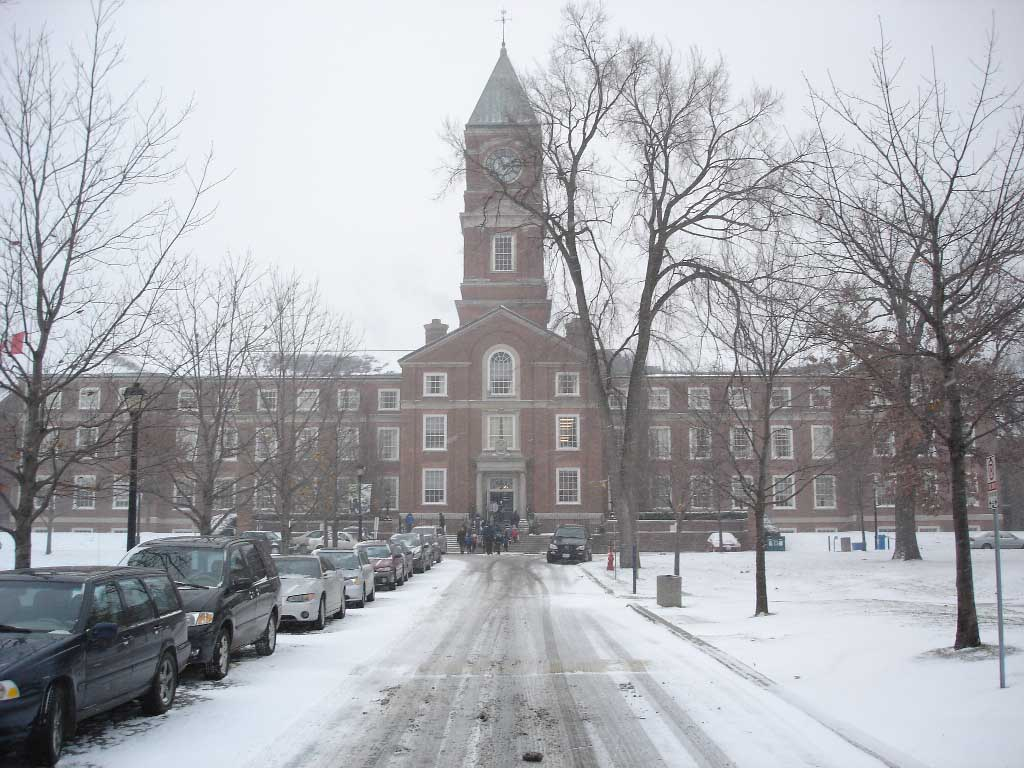
上加拿大書院主校區的一半地方位於鹿園社區

在鹿園，世俗英語公校由多倫多公校教育局營運。在多倫多市，世俗法語公校由Conseil scolaire Viamonde營運，而英語天主教公校及法語天主教公校則分別由多倫多天主教教育局及Conseil scolaire catholique MonAvenir營運。 然而，後三個公校局都沒有在鹿園開設學校。
以下學校設於鹿園社區内：
- 鹿園初級及高級公立學校（英语：Deer Park Junior and Senior Public School）
- 喇沙書院（英语：De La Salle College (Toronto)）
- 連登學校（英语：The Linden School）
- 約克學校（英语：York School (Toronto)）
- 上加拿大書院（英语：Upper Canada College）

## 著名居民
- 格連·顧爾德
- 法利·莫沃特
- 約翰·內皮爾·特納

## 外部連結
- Yonge + St. Clair Business Improvement Area (BIA) （页面存档备份，存于）
- City of Toronto Rosedale-Moore Park neighbourhood profile （页面存档备份，存于）

43°41′17″N 79°23′38.5″W / 43.68806°N 79.394028°W